# Tuatha'an
De Tuatha'an zijn een fictief zigeunerachtig, reizend volk uit de fantasy-serie Het Rad des Tijds van Robert Jordan over de strijd tussen goed en kwaad.
'De Tuatha'an' staan ook bekend als 'Ketellapers', en het 'Trekkende Volk'. Zij zijn een volk van nomaden die in botgekleurde wagens wonen en door de wereld van het 'Rad des Tijds' trekken, op zoek naar 'het Lied'. Zij volgen de pacifistische, geweldloze en vredelievende 'Weg van het Blad', en trachten nooit iemand geweld aan te doen. Toch worden ze in vele streken geweerd vanwege geruchten over kinderroof en hun pogingen jonge mensen tot de Weg van het Blad te bekeren. 
Elke groep 'Trekkers' staat onder leiding van de Mahdi, ofwel de Zoeker. Deze begroet bezoekers steeds steeds als volgt: 'U bent welkom bij onze vuren. Kent u het lied?'. Hierop dient men te antwoorden: 'Uw welkom verwarmt mijn geest, Mahdi, zoals uw vuren mijn vlees verwarmen, maar ik ken het lied niet.' De Tuatha'an menen dat ze dit lied verloren hebben tijdens het de Tijd van Waanzin en dat het paradijs van de Eeuw der Legenden zal terugkeren als ze het hebben gevonden. 
De Aiel noemen de Tuatha'an, de 'Verlorenen' en vermijden ieder contact, waardoor ze als een van de weinige volkeren ongehinderd door de Woestenij kunnen trekken. Rhand Altor ontdekt in Rhuidean dat er een andere reden hier voor is: de Aiel blijken verwant te zijn met het 'Trekkende Volk', al zouden ze dit niet graag erkennen.